# 西山尚義

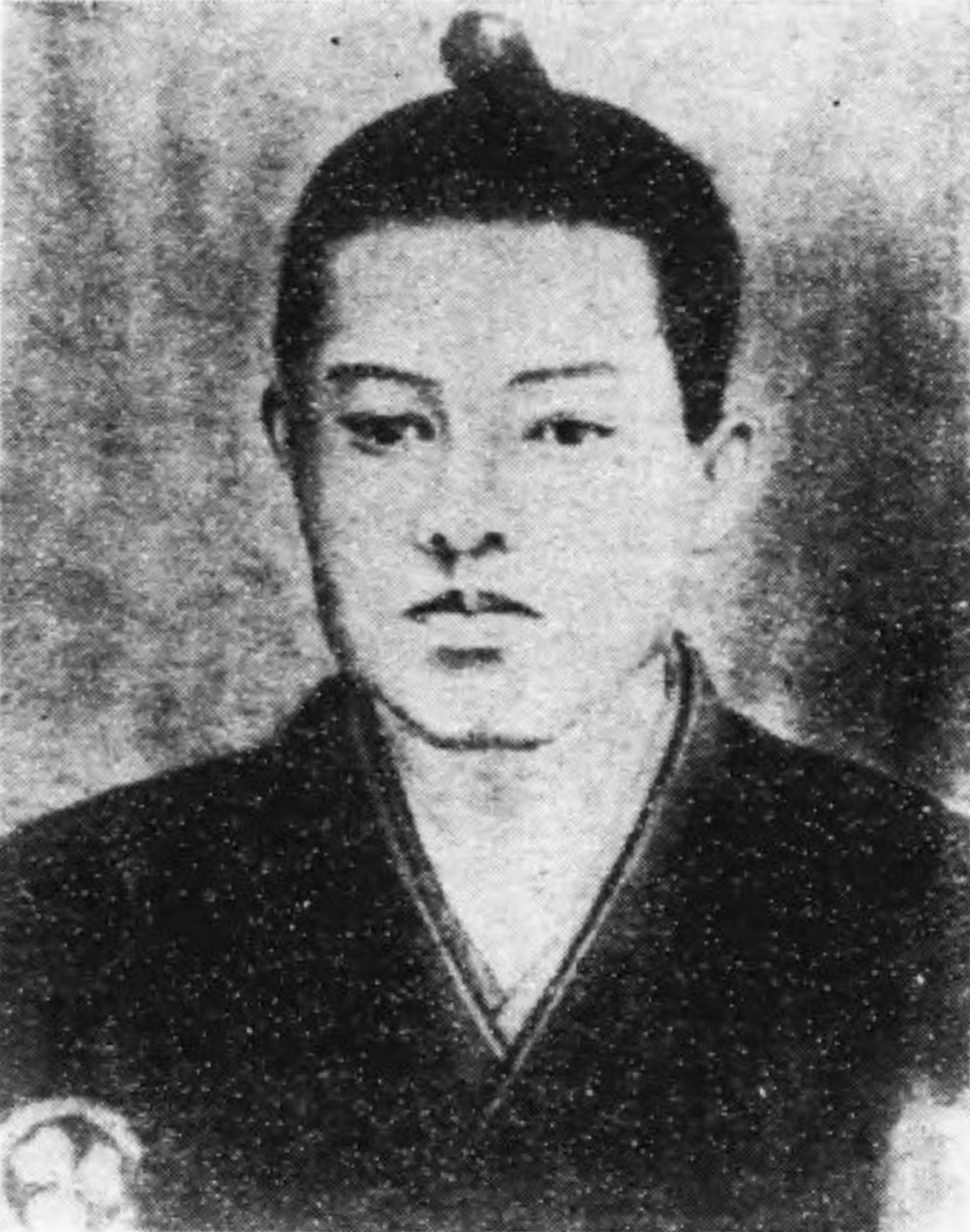
西山尚義

西山 尚義（にしやま ひさよし、弘化2年4月9日〈1845年5月14日〉 - 慶応3年12月11日〈1868年1月5日〉）は、江戸時代末期の勤王派志士。通称の謙之助（けんのすけ）で知られる。美濃国出身。

## 生涯
弘化2年（1845年）、美濃国可児郡久々利村で、旗本千村氏の侍医・西山春成の子として生まれる。文久3年（1863年）1月に千村氏の中小姓・側役となる。慶応2年（1866年）3月に致仕すると、江戸に赴いて斎藤弥九郎に剣を、平田銕胤に国学を師事。

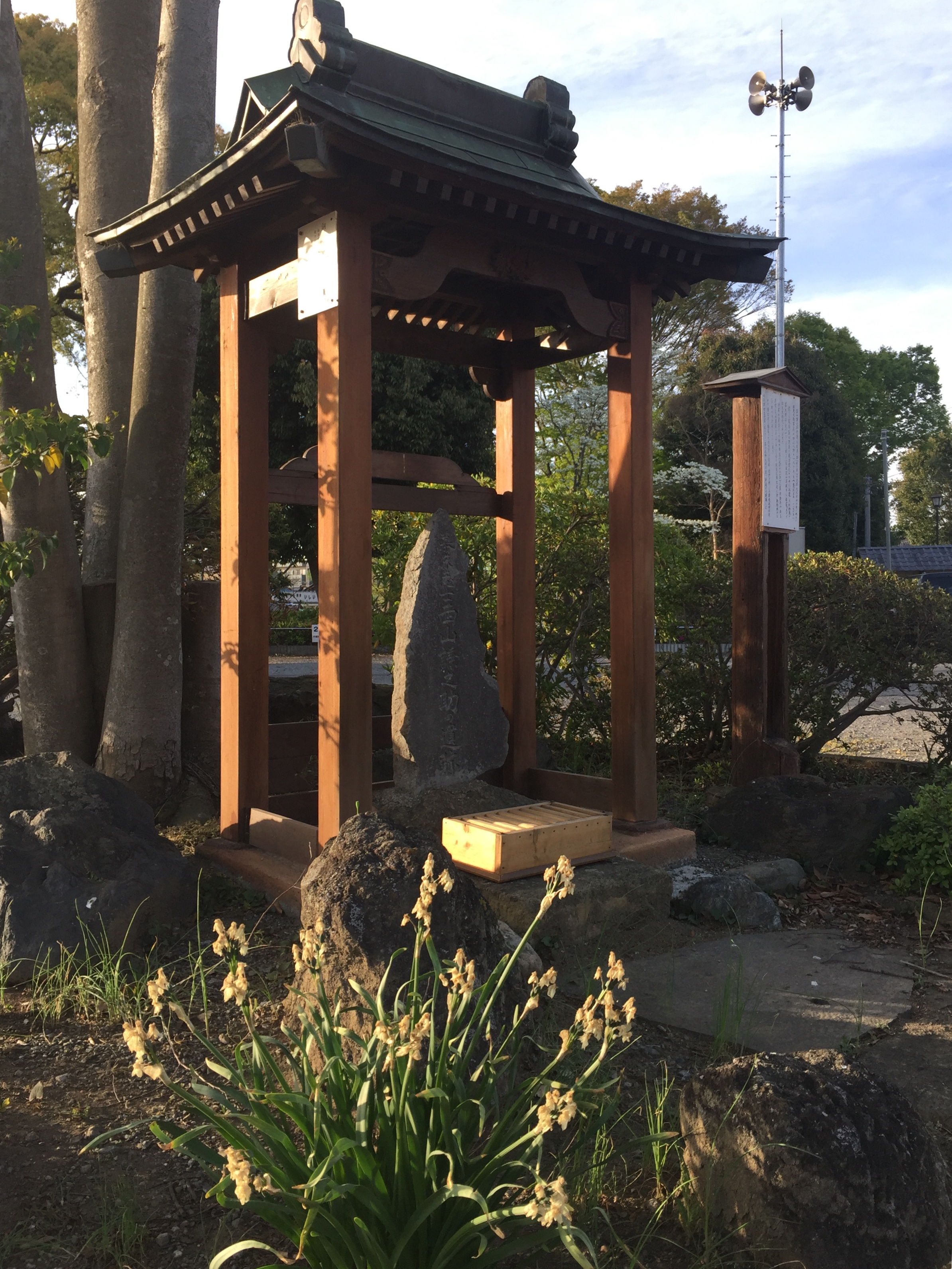
墓（栃木県栃木市室町）

慶応3年（1867年）10月、西郷隆盛らの企てにより江戸三田の薩摩藩邸に浪士が屯集、西山もこれに加わって関東擾乱に参画。竹内啓について下野へ向かい、11月に挙兵（出流山事件）。挙兵軍の中では使番という重職だった。栃木町に乗り込んだ後、念仏橋のたもとにて栃木陣屋（善野司奉行）および関東取締出役（渋谷鷲郎大将）配下の兵に討ち取られる。享年23。
明治23年（1890年）11月靖国神社に合祀され、明治36年（1903年）11月に正五位を追贈された。

## 著書
- 『遺書』- 父・春成へ宛てた遺書。

## 関連書籍
- 中島勝国編「可児歴史業書西山謙之助書簡集」（1983年11月発行）